# Illica y Giacosa

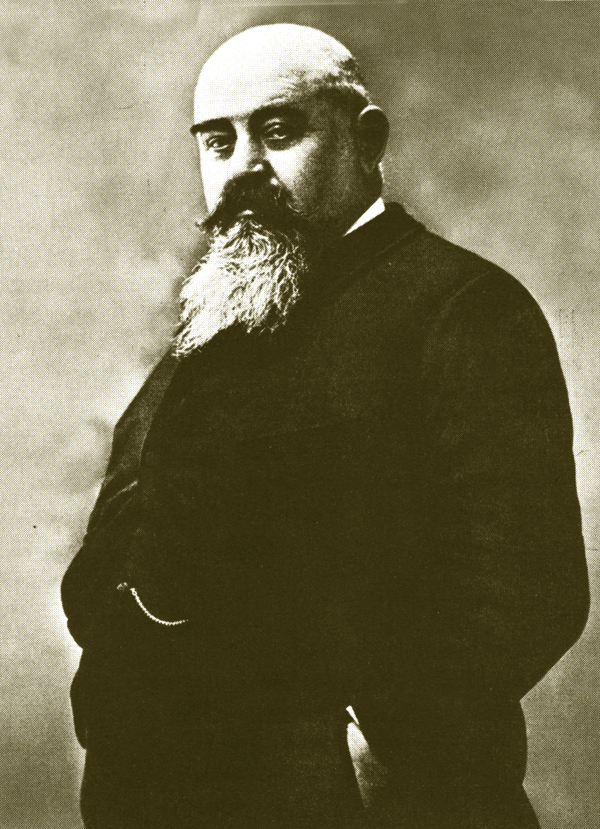
Giacosa

Giuseppe Giacosa (Turín, 21 de octubre de 1847 - 1 de septiembre de 1906) fue un poeta, libretista y autor de obras de teatro, italiano. Su fama se debió inicialmente a los poemas Una partita a scacchi (Una partida de ajedrez) en 1871.
Luigi Illica (Castell'Arquato, cerca de Plasencia, 9 de mayo de 1857 - Colombarone, 16 de diciembre de 1919) fue otro famoso libretista italiano.
Juntos, Illica y Giacosa escribieron los libretos de las óperas más conocidas de Giacomo Puccini, a saber, La Bohème, Tosca y Madama Butterfly. Illica también trabajó en importantes libretos sin Giacosa, contribuyendo al libreto de Manon Lescaut, el primer éxito del compositor y escribiendo el libreto de Andrea Chénier para Umberto Giordano, y el de La Wally para Alfredo Catalani.

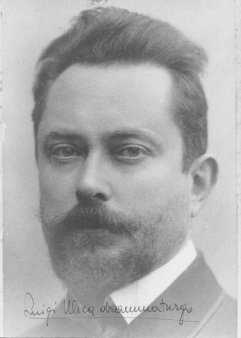
Illica.

Cuando trabajaban juntos, Giacosa era quien se ocupaba principalmente de la poesía y el texto e Illica de la estructura, extrayendo los elementos dramáticos adaptando los textos originales.
Según parece la contribución de Giacosa era considerada más importante para Puccini, quien expresó su preocupación en alguna ocasión durante la creación de La Bohème, cuando Giacosa sugirió abandonar el proyecto, mas no hizo lo mismo en las ocasiones en las que Illica sugirió lo mismo por su parte.